# Šaktizam
Šaktizam (sanskrt Śāktaḥ; engleski Shaktism) sekta je hinduizma, u kojoj je žensko božanstvo (ili ženska energija/moć) vrhovno biće i esencija svemira, počelo od kojeg sve proizlazi. Vrhovna božica, često znana kao Šakti („moć/snaga”), pojavljuje se, prema vjerovanju hinduista, u mnogo oblika. Šaktisti vjeruju da se njezina moć pojavljuje i u ženama i u muškarcima, ali je u muškarcima pasivna. Sam šaktizam uključuje mnoge tradicije hinduizma, mnoštvo božica (oblici Šakti) i mnogo vjerskih himni koje slave žensku energiju, od kojih su najpoznatije Lalita Sahasranama i Devīsūkta. Najpoznatiji oblici velike Šakti su Durga (božica-ratnica), Kali, Sarasvati, Lakšmi i Parvati (Šivina supruga).
Božice su spomenute mnogo puta u Vedama, no njihova je važnost tamo ipak manja od one bogova. Himne božicama nalaze se u slavnom indijskom epu Mahabharati. Budući da hinduizam naučava mnogo duhovnih puteva te ne isključuje monoteizam — ili čak ateizam — neki hinduisti vjeruju u samo jedno božanstvo, koje se pojavljuje u mnogim oblicima bogova, božica i ljudi, pa ima i šaktista koji vjeruju da je Božica (Devi) jedino božanstvo.

## Najvažnije božice
Ovo je popis najvažnijih hinduističkih božica, oblikâ Šakti:
- Parvati — supruga velikog boga Šive te majka boga Ganeše
- Durga — velika božica-ratnica
- Adi Parashakti — najviši oblik Šakti
- Bhuvaneshvari — kraljica svemira
- Kali — božica koja pobjeđuje demone (asure)
- Sarasvati — božica mudrosti i učenja
- Lakšmi — božica ženstvenosti te žena velikog boga Višnua

Božice predstavljaju žensku energiju bogova, koji ne bi mogli postojati bez te energije.

## Žrtve
Premda hinduizam uglavnom promiče ahimsu („nenasilje”), neki šaktisti prinose životinjske žrtve Kali, u istočnoj Indiji, kao i u Nepalu, što je povezano s mitom o Durgi, koja je pobijedila demon-bivola. Žrtvovanje životinja mnogo se rjeđe odvija u južnoj Indiji, gdje se nalaze mnogi Šaktini hramovi. Žrtvovanje božicama u Radžastanu uključivalo je ubijanje koza, što su činili mladići koji su se pripremali za ulazak u „doba muževnosti”.

## Pogledajte također
- Majka Zemlja
- Božica
- Spol Boga u hinduizmu
- Žene u hinduizmu
- Tridevi